# Kid A Mnesia
Kid A Mnesia és el rellançament dels àlbums Kid A (2000) i Amnesiac (2001) de la banda britànica Radiohead. També inclou el disc extra Kid Amnesiae amb material no publicat. Es va publicar el 5 de novembre de 2021 per XL Recordings.

## Producció
Radiohead junt a Nigel Godrich van enregistrar els àlbums Kid A i Amnesiac simultàniament entre els anys 1999 i 2000 a diversos estudis de París, Copenhague, Gloucester i Oxford. Radiohead va considerar la publicació d'aquests treballs com un doble àlbum però finalment van rebutjar la idea perquè intuïen que el material era massa dens si ho concentraven en un sol àlbum. Inicialment va dividir l'opinió dels crítics musicals i dels seus seguidors, ja que els mitjans els van considerar uns dels millors àlbums de la dècada però la recepció comercial no va ser tan positiva, però amb el pas dels anys van ser més aclamats.
Aquest treball conté els àlbums Kid A i Amnesiac sense remasteritzar, més un tercer disc titulat, Kid Amnesiae, amb material no publicat provinent de les sessions d'enregistrament d'aquests dos àlbums. L'edició deluxe conté un llibre artística titulat Kid Amnesiette i un casset amb cinc cares-B.
El treball es va promocionar mitjançant una campanya realitzat en la xarxa social TikTok seguida de senzills i videoclips de les dues cançons inèdites.
Radiohead tenia planejat creat una instal·lació artística basada en aquests àlbums però es va haver de cancel·lar per problemes logístics originats per la pandèmia de COVID-19. En el seu lloc, van crear l'experiència digital Kid A Mnesia Exhibition, que estigué disponible via descàrrega digital gratuïta per PlayStation 5, macOS i Windows. Una experiència interactiva amb música i treball artístic dels àlbums. Es va desenvolupar durant dos anys per Radiohead junt Namethemachine, Arbitrarily Good Productions i Epic Games.

## Llista de cançons
Totes les cançons foren escrites i compostes per Radiohead excepte les indicades. 
| 1.            | «Everything In Its Right Place» |                                        | 4:11  |
| 2.            | «Kid A»                         |                                        | 4:44  |
| 3.            | «The National Anthem»           |                                        | 5:51  |
| 4.            | «How to Disappear Completely»   |                                        | 5:56  |
| 5.            | «Treefingers»                   |                                        | 3:42  |
| 6.            | «Optimistic»                    |                                        | 5:15  |
| 7.            | «In Limbo»                      |                                        | 3:31  |
| 8.            | «Idioteque»                     | Radiohead, Paul Lansky, Arthur Kreiger | 5:09  |
| 9.            | «Morning Bell»                  |                                        | 4:35  |
| 10.           | «Motion Picture Soundtrack»     |                                        | 7:01  |
| Durada total: | Durada total:                   | Durada total:                          | 49:57 |

| 11.           | «Packt Like Sardines in a Crushd Tin Box» | 4:00  |
| 12.           | «Pyramid Song»                            | 4:49  |
| 13.           | «Pulk/Pull Revolving Doors»               | 4:07  |
| 14.           | «You and Whose Army?»                     | 3:11  |
| 15.           | «I Might Be Wrong»                        | 4:54  |
| 16.           | «Knives Out»                              | 4:15  |
| 17.           | «Morning Bell/Amnesiac»                   | 3:14  |
| 18.           | «Dollars and Cents»                       | 4:52  |
| 19.           | «Hunting Bears»                           | 2:01  |
| 20.           | «Like Spinning Plates»                    | 3:57  |
| 21.           | «Life in a Glasshouse»                    | 4:34  |
| Durada total: | Durada total:                             | 43:57 |

| 22.           | «Like Spinning Plates» ('Why Us?' Version) | 5:04  |
| 23.           | «Untitled v1»                              | 1:48  |
| 24.           | «Fog» (Again Again Version)                | 2:25  |
| 25.           | «If You Say the Word»                      | 4:22  |
| 26.           | «Follow Me Around»                         | 5:19  |
| 27.           | «Pulk/Pull» (True Love Waits Version)      | 2:46  |
| 28.           | «Untitled v2»                              | 0:46  |
| 29.           | «The Morning Bell» (In the Dark Version)   | 2:00  |
| 30.           | «Pyramid Strings»                          | 1:18  |
| 31.           | «Alt. Fast Track»                          | 1:32  |
| 32.           | «Untitled v3»                              | 1:16  |
| 33.           | «How to Disappear into Strings»            | 5:32  |
| Durada total: | Durada total:                              | 43:08 |

| 1.            | «Kinetic» (Senzill de «Pyramid Song»)                    | 4:06  |
| 2.            | «Fast-Track» (Senzill de «Pyramid Song»)                 | 3:17  |
| 3.            | «Cuttooth» (Senzill de «Knives Out»)                     | 5:24  |
| 4.            | «The Amazing Sounds of Orgy» (Senzill de «Pyramid Song») | 3:38  |
| 5.            | «Trans-Atlantic Drawl» (Senzill de «Pyramid Song»)       | 3:02  |
| Durada total: | Durada total:                                            | 19:27 |

## Crèdits
| Radiohead - Colin Greenwood - Jonny Greenwood - Ed O'Brien - Philip Selway - Thom Yorke Tècnics - Nigel Godrich – producció, enginyeria, mescles - Radiohead – producció - Dan Grech-Marguerat – enginyeria - Chris Blair – masterització - Bob Ludwig – masterització - Gerard Navarro – assistència producció, assistència enginyeria - Graeme Stewart – assistència enginyeria Artwork - Stanley Donwood – imatges, disseny - Tchocky – imatges | Músics addicionals - Orchestra of St John's – cordes - John Lubbock – direcció - Jonny Greenwood – partitura - Horns on "The National Anthem" - Andy Bush – trompeta - Steve Hamilton – saxòfon alt - Martin Hathaway – saxòfon alt - Andy Hamilton – saxòfon tenor - Mark Lockheart – saxòfon tenor - Stan Harrison – saxòfon baríton - Liam Kerkman – trombó - Mike Kearsey – trombó baix - Henry Binns – sampling de "The National Anthem" - The Humphrey Lyttelton Band - Humphrey Lyttelton – trompeta, director - Jimmy Hastings – clarinet - Pete Strange – trombó - Paul Bridge – baix doble - Adrian Macintosh – bateria |

## Posició en llistes
| Llista (2021) | Posició |
| ------------- | ------- |
| Alemanya      | 7       |
| Austràlia     | 3       |
| Canadà        | 34      |
| Espanya       | 24      |
| Estats Units  | 12      |
| França        | 42      |
| Itàlia        | 29      |
| Japó          | 7       |
| Regne Unit    | 4       |